# Färöische Frauen-Handballnationalmannschaft
Die färöische Frauen-Handballnationalmannschaft vertritt Färöer bei internationalen Turnieren im Frauenhandball. Sie wird vom Hondbóltssamband Føroya unterhalten.

## Platzierungen bei Meisterschaften

### Weltmeisterschaften
- Weltmeisterschaft 2025:

#### Weltmeisterschaft 2021
In der Qualifikation zur Handball-Weltmeisterschaft der Frauen 2021 schied das Team im März 2021 in der ersten Runde bei einem Turnier in Belarus nach Niederlagen gegen Belarus und die Schweiz aus.

### Europameisterschaften
- 2024: 17. Platz (von 24 Teams)

- Lukka Arge, Pernille Brandenborg, Elsa Egholm, Bjørk Franksdottir Joensen, Anna Elisabeth Halsdóttir Weyhe, Súna Krossteig Hansen, Brynja Høj, Jana Mittún, Rannvá Olsen, Bjarta Osberg Johansen, Brynhild Pálsdóttir, Maria Palsdottir Nólsoy, Annika Fríðheim Petersen, Turið Arge Samuelsen, Lív Sveinbjørnsdóttir Poulsen, Rakul S. Wardum, Maria Halsdottir Weyhe; Trainer: Claus Mogensen

### Olympische Turniere
keine Teilnahme 

## Trainer
Trainer des Teams ist seit 2018 Ágúst Þór Jóhannsson.